# Ljuben Petrow
Ljuben Petrow (ur. 22 kwietnia 1938 w Elenowie) – bułgarski generał i polityk. Jest absolwentem Wyższej Szkoły Wojskowej im. Wasyla Lewskiego w Wielikim Tyrnowie. Edukację kontynuował w szkołach wojskowych w Moskwie.
Od 1991 do 1994 roku pełnił funkcję szefa Sztabu Generalnego Bułgarskich Sił Wojskowych. Od 1998 roku jest członkiem Bułgarskiej Partii Socjalistycznej. Dwukrotnie – w latach 1995–1997 i 2001–2005 – był posłem w bułgarskim Zgromadzeniu Narodowym.
W wyborach prezydenckich w 2006 roku wystartował jako kandydat lewicowej koalicji Obywatelski Sojusz Patriotyczny. Jest socjaldemokratą, nie ukrywa swoich sympatii do komunistów.